# Harald Stehr
Harald Stehr (30 aprile 1980) è uno schermidore tedesco, specializzato nella spada. Ha vinto una medaglia di bronzo ai Campionati mondiali di scherma.